# Juin 1903

## Événements
- Empire russe : confiscation des biens du clergé arménien. Russification de l’Arménie.

- 2 juin, Empire russe : loi sur la responsabilité de l’employeur dans les accidents du travail.

- 7 juin : collision de deux paquebots, le « Liban » et le l’ « Insulaire » au large de Marseille.

- 11 juin : coup d'État en Serbie, assassinat du roi Alexandre Ier Obrenovitch, de son épouse et de ses principaux ministres par des officiers nationalistes. Pierre Ier Karageorgévitch lui succède.

- 16 juin : élection en Allemagne : les sociaux-démocrates obtiennent 31,7 % des suffrages et 81 sièges. Le Zentrum obtient 100 sièges. Les conservateurs 54 sièges et le parti de l’empire 21.

## Naissances
- 3 juin : Luciano Contreras, matador mexicain († 3 février 1991).
- 5 juin : Sukarjo Wirjopranoto, homme politique indonésien († 23 octobre 1962).
- 8 juin : Marguerite Yourcenar, femme de lettres, première femme élue à l'académie française († 17 décembre 1987).
- 10 juin : Alexander Wallace Matheson, premier ministre de l'Île-du-Prince-Édouard.
- 18 juin :
  - Charles Meunier, coureur cycliste belge († 18 juin 1971).
  - Raymond Radiguet, romancier et poète français († 12 décembre 1923).
- 21 juin : Élisabeth Collot, supercentenaire française, doyenne des Français († 4 septembre 2016).
- 23 juin : Paul Joseph James Martin, politicien.
- 25 juin : George Orwell, écrivain britannique († 21 janvier 1950).

## Décès
- 4 juin : Antoine Laborde, peintre français (º 19 mai 1846).
- 9 juin : Gaspar Núñez de Arce, poète et homme politique espagnol (º 4 août 1834).
- 11 juin : Alexandre Ier Obrénovitch, roi de Serbie, assassiné à Belgrade (° 14 août 1876).
- 14 juin : Karl Gegenbaur, anatomiste allemand.
- 17 juin : Alexandre Augustin Célestin Bullier, sculpteur français (° 28 avril 1824).
- 26 juin : Donald Farquharson, premier ministre de l'Île-du-Prince-Édouard.